# Adolf I (książę Holsztynu-Gottorp)
Adolf I (ur. 25 stycznia 1526 we Flensburgu, zm. 1 października 1586 na zamku Gottorp) – książę szlezwicko-holsztyński na Gottorp od 1544.

## Życiorys
Adolf był trzecim synem króla Danii Fryderyka I z dynastii Oldenburgów – drugim z jego drugiego małżeństwa z Zofią, córką księcia pomorskiego Bogusława X Wielkiego. Wykształcenie i wychowanie odebrał na dworze cesarza Karola V Habsburga. W 1543 roku wrócił do kraju, aby zażądać podziału dziedzictwa po ojcu. W 1544 roku Holsztyn został podzielony między trzech młodszych braci króla Chrystiana III, a Adolf otrzymał część z zamkiem Gottorp.
Był bardzo mocno zaangażowany politycznie i wojskowo w sprawy europejskie. Od 1547 roku służył cesarzowi Karolowi V, m.in. w jego wojnach przeciwko księciu Saksonii Maurycemu (1552) i królowi Francji Henrykowi II (oblężenie Metzu); później (pod koniec lat 60. i na początku 70.) wspomagał księcia Albę w Niderlandach. W 1560 roku starał się o rękę królowej Anglii Elżbiety I.
Dbał także o swoje księstwo. Starał się z sukcesem powiększać je terytorialnie (także zbrojnie) i umacniać. Rozwijał także gospodarkę (miał m.in. niezrealizowany plan kanału łączącego Morze Północne z Bałtykiem). Unowocześnił administrację i prawo. Prowadził działalność budowlaną odbudowując Gottorp, a także przebudowując w stylu renesansowym inne zamki w księstwie. W 1567 roku ufundował gimnazjum w Szlezwiku. Układem z 1579 roku uregulowany został długotrwały spór o zakres podległości Holsztynu wobec korony duńskiej. Po śmierci starszego brata Jana w 1580 roku doszło do ponownego podziału Holsztynu, w którym Adolf znacznie poszerzył granice swego księstwa.
Od Adolfa wywodzi się dynastia szlezwicko-holsztyńska na Gottorp, boczna linia Oldenburgów.

## Rodzina
Adolf w 1564 roku poślubił Krystynę heską, córkę landgrafa Hesji Filipa Wielkodusznego. Ze związku tego pochodziło dziesięcioro dzieci:
- Fryderyk II (ur. 21 kwietnia 1568, zm. 15 czerwca 1587) – książę szlezwicko-holsztyński na Gottorp od 1586,
- Zofia (ur. 1 czerwca 1569, zm. 14 listopada 1634) – żona księcia meklemburskiego Jana VII,
- Filip (ur. 10 sierpnia 1570, zm. 18 października 1590) – książę szlezwicko-holsztyński na Gottorp od 1587,
- Krystyna (12 lub 13 kwietnia 1573, zm. 8 grudnia 1625) – żona króla Szwecji Karola IX Sudermańskiego,
- Elżbieta (ur. 1574, zm. 1587),
- Jan Adolf (27 lutego 1575, zm. 31 marca 1616) – administrator arcybiskupstwa Bremy (1585-1596), książę szlezwicko-holsztyński na Gottorp od 1590,
- Anna (ur. 1575, zm. 1615) – żona hrabiego Fryzji Wschodniej Enno III,
- Chrystian (ur. 1576, zm. 1577),
- Agnieszka (ur. 1578, zm. 1627),
- Jan Fryderyk (ur. 1 września 1579, zm. 3 września 1634) – administrator arcybiskupstwa Bremy od 1596.

### Genealogia
| Chrystian I Oldenburg ur. II 1426 zm. 21 V 1481 | Chrystian I Oldenburg ur. II 1426 zm. 21 V 1481 |                                                   |                                                   | Dorota brandenburska ur. 1430 zm. 10 XI 1495 | Dorota brandenburska ur. 1430 zm. 10 XI 1495 |  |  | Bogusław X Wielki ur. 28 lub 29 V 1454 zm. 5 X 1523 | Bogusław X Wielki ur. 28 lub 29 V 1454 zm. 5 X 1523 |                                                |                                                | Anna Jagiellonka ur. 12 III 1476 zm. 12 VIII 1503 | Anna Jagiellonka ur. 12 III 1476 zm. 12 VIII 1503 |
|                                                 |                                                 |                                                   |                                                   |                                              |                                              |  |  |                                                     |                                                     |                                                |                                                |                                                   |                                                   |
|                                                 |                                                 |                                                   |                                                   |                                              |                                              |  |  |                                                     |                                                     |                                                |                                                |                                                   |                                                   |
|                                                 |                                                 | Fryderyk I Oldenburg ur. 3 IX 1471 zm. 10 IV 1533 | Fryderyk I Oldenburg ur. 3 IX 1471 zm. 10 IV 1533 |                                              |                                              |  |  |                                                     |                                                     | Zofia pomorska ur. na pocz. 1501 zm. 13 V 1568 | Zofia pomorska ur. na pocz. 1501 zm. 13 V 1568 |                                                   |                                                   |
|                                                 |                                                 |                                                   |                                                   |                                              |                                              |  |  |                                                     |                                                     |                                                |                                                |                                                   |                                                   |
|                                                 |                                                 |                                                   |                                                   |                                              |                                              |  |  |                                                     |                                                     |                                                |                                                |                                                   |                                                   |
|                                                 |                                                 |                                                   |                                                   |                                              |                                              |  |  |                                                     |                                                     |                                                |                                                |                                                   |                                                   |

|                                           |                                           | Krystyna heska ur. 29 VI 1543 zm. 13 V 1604 OO 17 XII 1564 | Krystyna heska ur. 29 VI 1543 zm. 13 V 1604 OO 17 XII 1564 | Adolf I (ur. 25 I 1526, zm. 1 X 1586) | Adolf I (ur. 25 I 1526, zm. 1 X 1586) |                                               |                                               |                                          |                                          |  |  |  |  |  |  |  |  |
|                                           |                                           |                                                            |                                                            |                                       |                                       |                                               |                                               |                                          |                                          |  |  |  |  |  |  |  |  |
|                                           |                                           |                                                            |                                                            |                                       |                                       |                                               |                                               |                                          |                                          |  |  |  |  |  |  |  |  |
|                                           |                                           |                                                            |                                                            |                                       |                                       |                                               |                                               |                                          |                                          |  |  |  |  |  |  |  |  |
| Fryderyk II ur. 21 IV 1568 zm. 15 VI 1587 | Fryderyk II ur. 21 IV 1568 zm. 15 VI 1587 | Zofia ur. 1 VI 1569 zm. 14 XI 1634                         | Zofia ur. 1 VI 1569 zm. 14 XI 1634                         | Filip ur. 10 VIII 1570 zm. 18 X 1590  | Filip ur. 10 VIII 1570 zm. 18 X 1590  | Krystyna ur. 12 lub 13 IV 1573 zm. 8 XII 1625 | Krystyna ur. 12 lub 13 IV 1573 zm. 8 XII 1625 | Elżbieta ur. 1574 zm. 1587               | Elżbieta ur. 1574 zm. 1587               |  |  |  |  |  |  |  |  |
|                                           |                                           |                                                            |                                                            |                                       |                                       |                                               |                                               |                                          |                                          |  |  |  |  |  |  |  |  |
| Jan Adolf ur. 27 II 1575 zm. 31 III 1616  | Jan Adolf ur. 27 II 1575 zm. 31 III 1616  | Anna ur. 1575 zm. 1615                                     | Anna ur. 1575 zm. 1615                                     | Chrystian ur. 1576 zm. 1577           | Chrystian ur. 1576 zm. 1577           | Agnieszka ur. 1578 zm. 1627                   | Agnieszka ur. 1578 zm. 1627                   | Jan Fryderyk ur. 1 IX 1579 zm. 3 IX 1634 | Jan Fryderyk ur. 1 IX 1579 zm. 3 IX 1634 |  |  |  |  |  |  |  |  |